# Hrabstwo Love

Piramida wieku mieszkańców hrabstwa Love

Love – hrabstwo w stanie Oklahoma w USA, przy granicy z Teksasem. Według danych z 2023 roku liczy 10 296 mieszkańców. 
Powierzchnia hrabstwa to 1378 km² (w tym 43 km² stanowią wody). Gęstość zaludnienia wynosi 7,7 osób/km².
Założone w 1907 roku, a swoją nazwę bierze od nazwiska Overtona Love’a, indiańskiego sędziego z plemienia Czikasaw.

## Sąsiednie hrabstwa
- Hrabstwo Carter (północ)
- Hrabstwo Marshall (wschód)
- Hrabstwo Cooke, Teksas (południe)
- Hrabstwo Montague, Teksas (południowy zachód)
- Hrabstwo Jefferson (północny zachód)

## Miasta
- Leon
- Marietta
- Thackerville

## Demografia
Według danych pięcioletnich z 2022 roku, 75,3% mieszkańców stanowili biali (68,5% nie licząc Latynosów), 17,3% to Latynosi, 14,1% było rasy mieszanej, 4,5% stanowiła rdzenna ludność Ameryki, 2% to czarni lub Afroamerykanie i 0,7% deklarowało pochodzenie azjatyckie.

## Gospodarka
Średni dochód gospodarstwa domowego (dane z 2022) w hrabstwie wynosi 60 758 dolarów, zaś dochód na mieszkańca 28 560 dolarów. 13,5% mieszkańców żyje poniżej relatywnej granicy ubóstwa. Do głównych sektorów zatrudnienia mieszkańców należą: sztuka, rozrywka i rekreacja (689 osób), produkcja (411 osób), opieka zdrowotna (406 osób), budownictwo (382 osób), handel detaliczny (363 osób) i zakwaterowanie, oraz usługi gastronomiczne (333 osób). 
- hodowla kóz (1. miejsce w stanie), koni (2. miejsce), trzody chlewnej i bydła[4]
- sadownictwo (7. miejsce), gł. orzechy pekan i orzeszki ziemne[4][5]
- przemysł mleczny[4]
- WinStar World Casino
- wydobycie ropy naftowej i gazu ziemnego[6].

## Religia
Większość mieszkańców to ewangelikalni protestanci.